# 何法倪
何 法倪（か ほうげい）は、中国東晋の穆帝司馬聃の皇后。本貫は廬江郡灊県。

## 生涯
父は散騎常侍の何準。母は孔氏。永和初年に朝廷の実権者であった何充の姪に当たる。
升平元年（357年）8月、当時15歳で元服を行った穆帝に嫁ぎ、皇后に立てられた。穆帝との間に子供はいなかった。升平5年（361年）9月、穆帝の崩御に伴い哀帝が即位すると、穆皇后と称され永安宮に居住した。元興2年（403年）、桓玄の簒奪により司徒府に移された際、法倪は乗っていた輿を太廟前で止め、大きく号泣して桓玄の怒りを買ったという。
その後、零陵県君に降格され、安帝と共に巴陵に放逐された。元興3年（404年）、劉裕の挙兵により安帝が復位すると、建康に帰った。法倪は歴代皇帝の陵墓に拝謁しようとしたが、変乱が完全に平定されなかったため実現できなかった。同年7月、66歳で崩じた。章と諡された。

## 伝記資料
- 『晋書』巻32 列伝第2 后妃下